# Hermann Aron

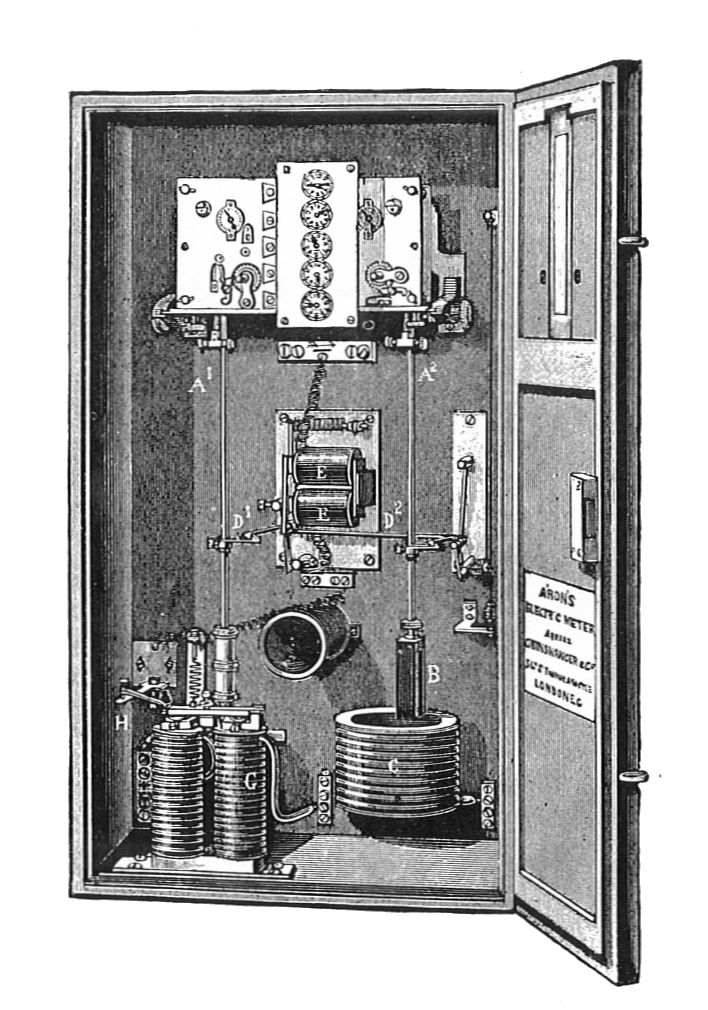
Medidor de electricidad del Dr. Aron, vendido en Gran Bretaña por GEC, de 1888

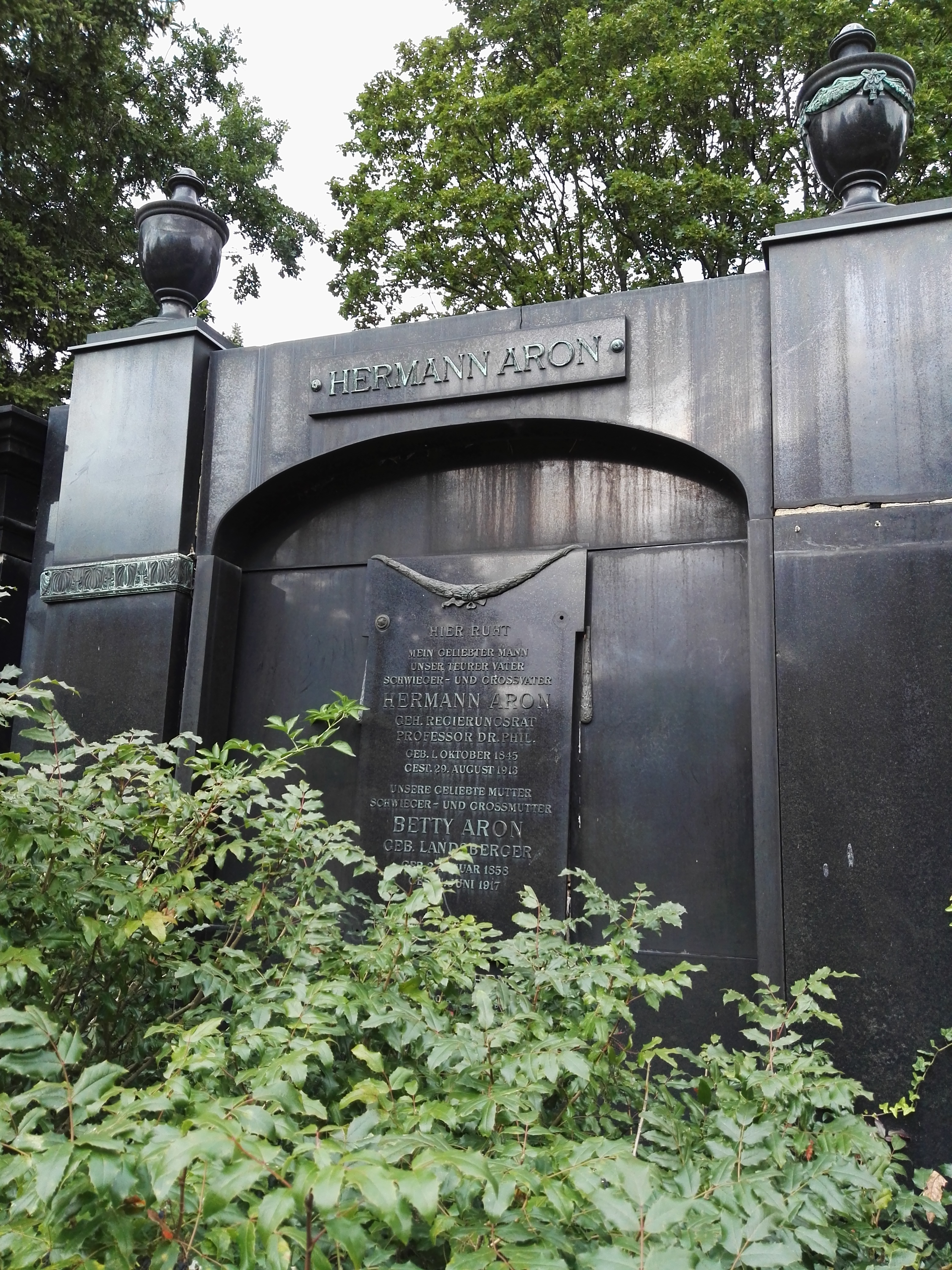
La tumba de Hermann Aron en Weissensee (Berlín)

Hermann Aron [a: ron] (1 de octubre de 1845-29 de agosto de 1913) fue un investigador alemán en el campo de la ingeniería eléctrica.

## Antecedentes
Aron nació en Kempen (Kępno), en la actual Polonia, en ese momento un shtetl en la provincia de Posen. Su padre era chazzan y comerciante. La familia quería que se formara como académico o escribiente judío, sin embargo, sus parientes ricos le permitieron asistir desde 1862 a la escuela secundaria en Kölln, Berlín y, después de graduarse en 1867, estudiar en la Universidad de Berlín. Aron comenzó estudiando medicina, pero cambió en el tercer trimestre a matemáticas y ciencias naturales. A partir de 1870 estudió en la Universidad de Heidelberg, con profesores de física tan notables como Helmholtz y Kirchhoff. Obtuvo su doctorado en Berlín en 1873 y se convirtió en asistente en el laboratorio físico de la academia de comercio (Gewerbeakademie). Enseñó en la Universidad de Berlín, donde se convirtió en profesor de física, y en la escuela de artillería e ingenieros del ejército prusiano.
Está enterrado en el cementerio Weißensee, Berlín.

## Contadores de electricidad
En 1883 patentó el "Pendelzähler", el primer medidor de vatios-hora preciso. El medidor contenía dos relojes de péndulo, con bobinas alrededor de sus péndulos. Uno se aceleró y el otro se desaceleró en proporción a la corriente utilizada. Un mecanismo de engranajes diferencial midió la diferencia de velocidad entre los dos relojes y la contó en una serie de diales. Los primeros medidores utilizaron relojes mecánicos a los que había que dar cuerda mensualmente. A los modelos posteriores se les daba cuerda eléctricamente. Este medidor fue introducido en Gran Bretaña por Hugo Hirst, y fabricado y vendido por la General Electric Company a partir de 1888.
También inventó otro Wattímetro, con el epónimo 'Aronschaltung'. Este es un circuito para medir la potencia total en circuitos de CA trifásicos, mientras que solo requiere dos mediciones directas de potencia.
Estos inventos se expandieron hasta convertirse en un negocio con fábricas en París (1890), Londres (1893), Viena (1897) y Schweidnitz, Silesia. En el momento de su muerte en 1913, empleaba a más de 1.000 personas.

## Radio Nora
Su hijo continuó el negocio de H. Aron, watthour meter factory GmbH, cambiando su nombre en 1929 a Aron electric company ltd., Berlín Charlottenburg. La empresa se había diversificado en el nuevo mercado de radios, vendido bajo el nombre de "Nora". Esto era "Aron" escrito al revés: en la creciente atmósfera de antisemitismo, era prudente evitar usar un nombre que era tan obviamente judío. En 1933 la compañía pasó a llamarse de nuevo, a la moda modernista y anónimo "Heliowatt". En ese momento, Nora tenía alrededor de 3.000 empleados y una participación de mercado de alrededor del 8%, lo que los convierte en el cuarto fabricante más grande después de Telefunken, SABA y Mende. 
El antisemitismo siguió creciendo en Alemania, y en 1935 la familia vendió el negocio a Siemens-Schuckert y huyó a Estados Unidos.
La fábrica de Charlottenburg fue bombardeada en 1943, pero la marca Nora continuó después de la guerra. Después de una serie de anuncios que prometían su inminente regreso, regresaron a la fabricación en 1947.
Heliowattwerke GmbH finalmente cerró en 1996.